# Teodorico VI d'Olanda
Teodorico VI d'Olanda, in olandese Dirk VI van Holland (1114 circa – 5 agosto 1157), fu il decimo (secondo gli Annales Egmundani, fu il nono) Conte d'Olanda dal 1121 alla sua morte.

## Origine
Sia secondo il capitolo n° 49a della Chronologia Johannes de Beke, che secondo gli Annales Egmundani, era il figlio primogenito dell'ottavo Conte d'Olanda, Fiorenzo II e della moglie, Gertrude o Petronilla di Lorena, che era la figlia secondogenita di Teodorico II, duca dell'Alta Lorena e della prima moglie, Edvige di Formbach, che era vedova di Gerardo di Supplimburgo. Infatti sempre il capitolo n° 49a della Chronologia Johannes de Beke, che la cita col nome di Petronilla, specifica che era la sorellastra uterina del futuro Rex Romanorum e poi Imperatore, Lotario II di Supplimburgo (Petronillam Lotharii cesaris sororem).
Fiorenzo II d'Olanda, secondo il capitolo n° 48b della Chronologia Johannes de Beke era il figlio primogenito dell'ottavo Conte d'Olanda, Teodorico V e della moglie, Otelinda (ca. 1054- ca. 1125), che come ci conferma ancora il capitolo n° 48b della Chronologia Johannes de Beke, era originaria della Sassonia, per la precisione la cita come figlia del prepotente duca di Sassonia (Otihildim filiam prepotentis ducis Saxonie), mentre gli Annales Egmundani confermano il matrimonio senza specificare gli ascendenti di Otelinda.

## Biografia
Suo padre, Fiorenzo, II morì nel 1121, come confermano gli Annales Egmundani: il conte Fiorenzo (Florentius crassus comes filius Theoderici quinti) morì il 2 marzo (VI Nona Martii); mentre il capitolo n° 51 della Chronologia Johannes de Beke, riporta che Fiorenzo (Florencius comes Hollandie, confrater ecclesie Traiectensis) morì il 2 marzo (vi nona marcii) del 1121, continuando che Fiorenzo fu inumato nell'abbazia di Egmond. Anche la Beka's Egmondsch Necrologium, in Oppermann, O. (1933) Fontes Egmundenses a pagina 108, riporta l'anno ed il giorno della morte di Fiorenzo (non consultata).
A Fiorenzo II succedette Teodorico in quanto figlio primogenito, Teodorico VI, conte d'Olanda, come ci conferma il capitolo n° 52 della Chronologia Johannes de Beke, con la reggenza della madre, Petronilla (Gertrude).
Nel 1125, come ci racconta il monaco e cronista inglese, Orderico Vitale, Lotario III fu eletto nuovo re dei Romani: dato che Lotario era il fratellastro di sua madre, Petronilla, la posizione di Teodorico VI e della madre si trovò così rafforzata, nella contea d'Olanda.
Infatti, nella Beka's Egmondsch Necrologium, in Oppermann, O. (1933) Fontes Egmundenses a pagina 108, viene riportato che, durante il periodo di reggenza della madre, nel 1126, suo zio Lotario tolse le contee di Ostergon e Westergon al vescovo di Utrecht e le assegnò alla contea d'Olanda (non consultata), come conferma anche il capitolo n° 52 della Chronologia Johannes de Beke.

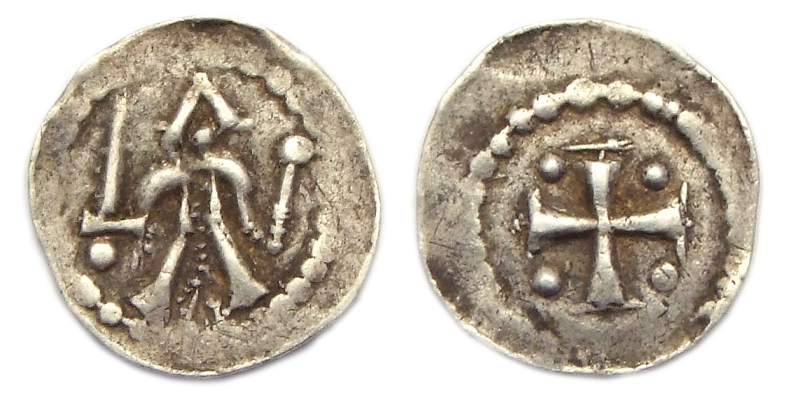
Contea d'Olanda, penny battuto nel 1140 circa da Teodorico VI, Conte d'Olanda.

Nel 1132 gli abitanti della Frisia si ribellarono al conte d'Olanda, Teodorico VI e, approfittando della rivalità esistente tra Teodorico ed il fratello, il secondogenito Fiorenzo, detto il Nero, che godeva dei favori della madre, Petronilla, che governava la contea, trascurando il fratello, inviarono messaggeri a Fiorenzo, con la promessa di consegnargli tutta la Fresia, affinché passasse dalla loro parte e li guidasse; il giovane Fiorenzo accettò e combatté per circa un anno coi Frisoni, portando devastazioni e lutti.
Secondo il capitolo n° 53b della Chronologia Johannes de Beke, nel 1133, Fiorenzo guidava la ribellione dei Frisoni, che durava da circa un anno, ed aveva organizzato una spedizione contro Harlem e poi si era ritirato in Frisia; il conte Teodorico reagì e col suo esercito attaccò i Frisoni prendendo molti ostaggi.
Allora intervenne il re Lotario III, zio di entrambi, che riuscì a ristabilire la pace tra i fratelli; secondo gli Annales Egmundani, il re di Germania, Lotario III, riuscì a ristabilire la pace tra Fiorenzo il Nero e Teodorico VI, ancora nel 1132.
Sempre secondo il capitolo n° 53b della Chronologia Johannes de Beke, in quello stesso anno poco dopo aver fatto la pace, Fiorenzo si ribellò al fratello una seconda volta, ma poco dopo morì; secondo gli Annales Egmundani, Fiorenzo fu fatto assassinare dal fratello Teodorico VI, il 7 novembre del 1133 (Florentius niger comes 7 idus novembris occisus est, frater Theoderici comes); anche l'Annalista Saxo riporta la morte di Fiorenzo, nel 1033, dicendo che fu ucciso, nei pressi di Utrecht, da Goffredo e Ermanno di Cuijk (consobrinus inperatoris Lotharii Florentius, filius Florentii comitis de provincial Hollant, occiditur Traiecti a Godofrido et fratre eius Herimanno de Kuc), i nipoti del vescovo di Utrecht, Andreas van Cuijk.
Prima del 1137, come conferma ancora il capitolo n° 52 della Chronologia Johannes de Beke Teodorico VI sposò Sofia di Rheineck ( † 26 settembre 1176), che, secondo gli Annales Egmundani, era figlia del conte di Rheineck ed Conte Palatino del Reno (come conferma anche il capitolo n° 52 della Chronologia Johannes de Beke), Ottone I di Salm e di Gertrude di Northeim, che, secondo l'Annalista Saxo, era figlia del margravio di Frisia, Enrico di Northeim e della moglie, Gertrude di Braunschweig; gli Annales Egmundani, ricordano che Sofia era sorella di Ottone II di Salm, citato come Conte Palatino.
Ancora secondo gli Annales Egmundani, Teodorico VI, nel 1138, si recò in pellegrinaggio a Gerusalemme.
Teodorico viene citato nei due documenti n° 139 e n° 140 dell'Oorkondenboek Holland, datati 1156, inerenti ad uno scambio di proprietà tra lo stesso Teodorico, conte d'Olanda, assistito dalla moglie Sofia e dal figlio, Fiorenzo, e l'abate dell'Abbazia di Echternach.
Teodorico VI morì nel 1157, come confermano gli Annales Egmundani: il conte Teodorico (Theodericus comes, filius Florentii crassi comitis) morì il 5 agosto (Nonas Augusti); mentre il capitolo n° 56 della Chronologia Johannes de Beke, riporta che Teodorico (Theodericus comes) morì, il 5 agosto (nonas Augusti), continuando che Fiorenzo fu inumato nell'abbazia di Egmond.
Gli succedette il figlio, Fiorenzo, come Fiorenzo III, conte d'Olanda.

## Discendenza
Teodorico da Sofia ebbe nove figli:
- Teodorico[17] (1138 - 1151), detto il Pellegrino, che morì dodicenne[30]
- Fiorenzo[17] (1140 - 1190), conte d'Olanda[28]
- Ottone[17] (1145 - 1209), dalla madre ereditò la Contea di Bentheim, come conferma il capitolo n° 54b della Chronologia Johannes de Beke[31]
- Baldovino[17] ( † 1196), che nel 1178 divenne il ventinovesimo vescovo di Utrecht, come ci conferma il Kronijk van Arent toe Bocop[32]
- Teodorico[17] ( † 1197, Padova), che nel 1197 divenne il trentunesimo vescovo di Utrecht, ma dopo pochi mesi morì a Padova, dove fu sepolto, come ci conferma il Kronijk van Arent toe Bocop[33]
- Sofia[17] ( † dopo il 1202), che, nel 1186, era badessa dell'abbazia di Rijnsburg, come ci confermano gli Annales Egmundani[34]
- Edvige[17] ( † 1167), suora nell'abbazia di Rijnsburg, come ci conferma la Beka's Egmondsch Necrologium, in Oppermann, O. (1933) Fontes Egmundenses a pagina 109, quando ne ricorda l'anno della morte (non consultata)[16]
- Gertrude ( † in fasce), come ci conferma la Beka's Egmondsch Necrologium, in Oppermann, O. (1933) Fontes Egmundenses a pagina 109 (non consultata)[16]
- Petronilla[17] ( † giovane), come ci conferma la Beka's Egmondsch Necrologium, in Oppermann, O. (1933) Fontes Egmundenses a pagina 109 (non consultata)[16].

Teodorico, da un'amante di cui non si conoscono né il nome né gli ascendenti, ebbe un figlio:
- Roberto ( † prima del 1190), come ci viene confermato dal documento n° 151 dell'Oorkondenboek Holland, datato 28n agosto 1162, in cui Roberto, viene citato come fratello del conte d'Olanda, Fiorenzo III[35] e dalla Beka's Egmondsch Necrologium, in Oppermann, O. (1933) Fontes Egmundenses a pagina 109, quando ne ricorda la morte (non consultata)[16].

## Ascendenza
|                        |                   |                          | Genitori                 |  |  | Nonni |  |  | Bisnonni            |  |  | Trisnonni              |  |
|                        |                   |                          |                          |  |  |       |  |  | Fiorenzo I d'Olanda |  |  | Teodorico III d'Olanda |  |
|                        |                   |                          |                          |  |  |       |  |  | Fiorenzo I d'Olanda |  |  | Teodorico III d'Olanda |  |
|                        |                   | Otelinda di Sassonia     |                          |  |  |       |  |  | Fiorenzo I d'Olanda |  |  |                        |  |
| Teodorico V d'Olanda   |                   |                          |                          |  |  |       |  |  | Fiorenzo I d'Olanda |  |  |                        |  |
|                        |                   | Gertrude Billung         | Bernardo II di Sassonia  |  |  |       |  |  |                     |  |  |                        |  |
|                        |                   | Gertrude Billung         | Bernardo II di Sassonia  |  |  |       |  |  |                     |  |  |                        |  |
|                        |                   | Gertrude Billung         | Eilika di Schweinfurt    |  |  |       |  |  |                     |  |  |                        |  |
| Fiorenzo II d'Olanda   |                   | Gertrude Billung         |                          |  |  |       |  |  |                     |  |  |                        |  |
|                        |                   | …                        | …                        |  |  |       |  |  |                     |  |  |                        |  |
|                        |                   | …                        | …                        |  |  |       |  |  |                     |  |  |                        |  |
|                        |                   | …                        | …                        |  |  |       |  |  |                     |  |  |                        |  |
| Otelinda di Sassonia   |                   | …                        |                          |  |  |       |  |  |                     |  |  |                        |  |
|                        |                   | …                        | …                        |  |  |       |  |  |                     |  |  |                        |  |
|                        |                   | …                        | …                        |  |  |       |  |  |                     |  |  |                        |  |
|                        |                   | …                        | …                        |  |  |       |  |  |                     |  |  |                        |  |
| Teodorico VI d'Olanda  |                   | …                        |                          |  |  |       |  |  |                     |  |  |                        |  |
|                        | Gerardo di Lorena | Gerardo IV di Metz       |                          |  |  |       |  |  |                     |  |  |                        |  |
|                        | Gerardo di Lorena | Gerardo IV di Metz       |                          |  |  |       |  |  |                     |  |  |                        |  |
|                        | Gerardo di Lorena | Gisela di Franconia      |                          |  |  |       |  |  |                     |  |  |                        |  |
| Teodorico II di Lorena | Gerardo di Lorena |                          |                          |  |  |       |  |  |                     |  |  |                        |  |
|                        |                   | Edvige di Namur          | Alberto I di Namur       |  |  |       |  |  |                     |  |  |                        |  |
|                        |                   | Edvige di Namur          | Alberto I di Namur       |  |  |       |  |  |                     |  |  |                        |  |
|                        |                   | Edvige di Namur          | Ermengarda di Lotaringia |  |  |       |  |  |                     |  |  |                        |  |
| Petronilla di Lorena   |                   | Edvige di Namur          |                          |  |  |       |  |  |                     |  |  |                        |  |
|                        |                   | Federico di Formbach     | …                        |  |  |       |  |  |                     |  |  |                        |  |
|                        |                   | Federico di Formbach     | …                        |  |  |       |  |  |                     |  |  |                        |  |
|                        |                   | Federico di Formbach     | …                        |  |  |       |  |  |                     |  |  |                        |  |
| Edvige di Formbach     |                   | Federico di Formbach     |                          |  |  |       |  |  |                     |  |  |                        |  |
|                        |                   | Gertrude di Haldensleben | Corrado di Haldensleben  |  |  |       |  |  |                     |  |  |                        |  |
|                        |                   | Gertrude di Haldensleben | Corrado di Haldensleben  |  |  |       |  |  |                     |  |  |                        |  |
|                        |                   | Gertrude di Haldensleben | …                        |  |  |       |  |  |                     |  |  |                        |  |
|                        |                   | Gertrude di Haldensleben |                          |  |  |       |  |  |                     |  |  |                        |  |